# Hedypnois
Hedypnois Mill, 1754 è un genere di piante angiosperme dicotiledoni della famiglia delle Asteraceae.

## Etimologia
Il nome del genere (Hedypnois) deriva da due parole greche "ἠδύς" (hedys = dolce) e "πνòη" (pnoe = soffio) ed è stato Plinio (Come, 23 - Stabia, 79) a tramandare questo nome per la cicoria selvatica di questa voce.

Il nome scientifico di questo genere è stato proposto dal botanico scozzese Philip Miller (1691-1771) nella pubblicazione "Gardeners Dictionary - Edition 4. London" del 1754.

## Descrizione

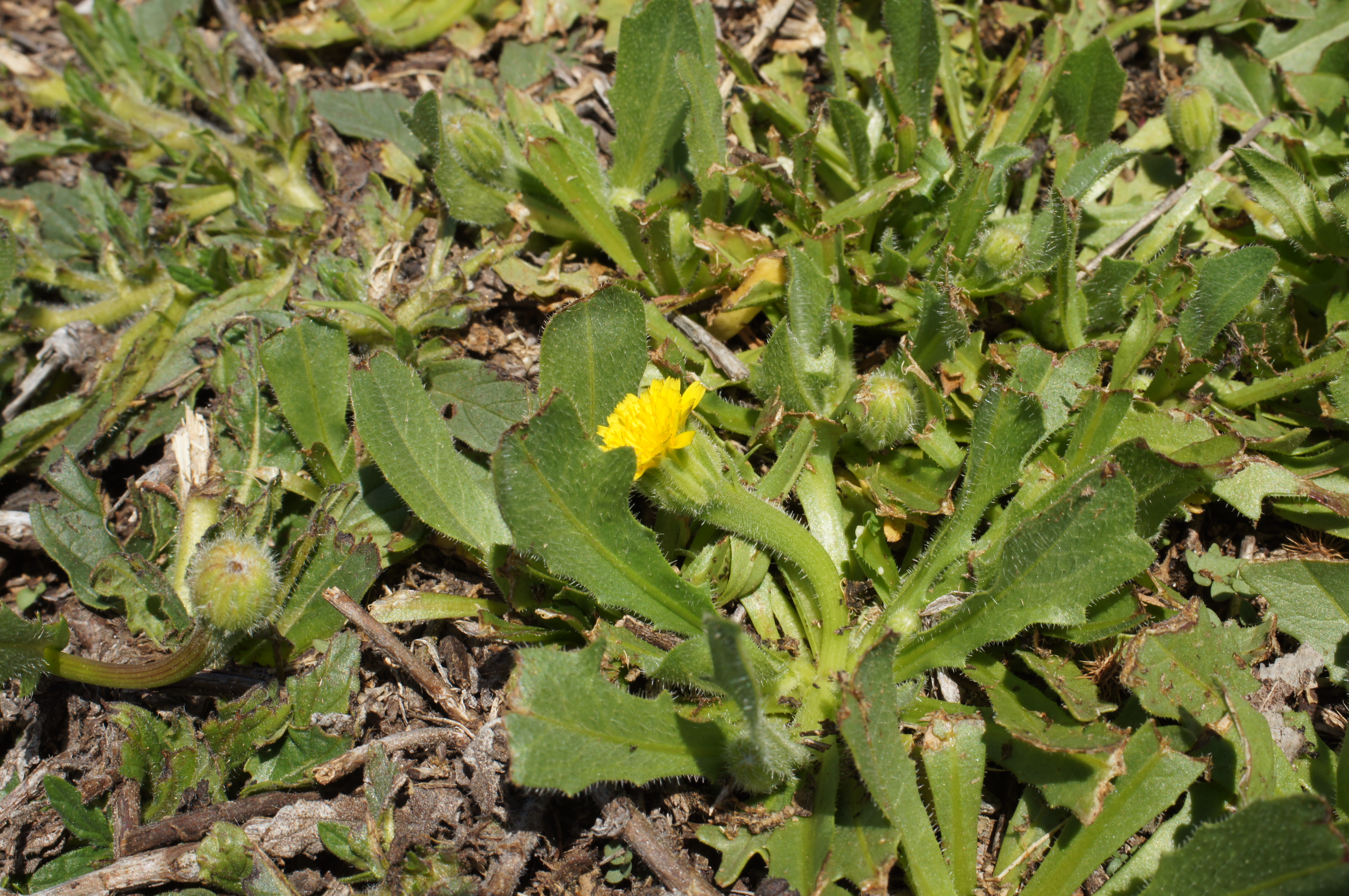
Il portamento
Hedypnois rhagadioloides

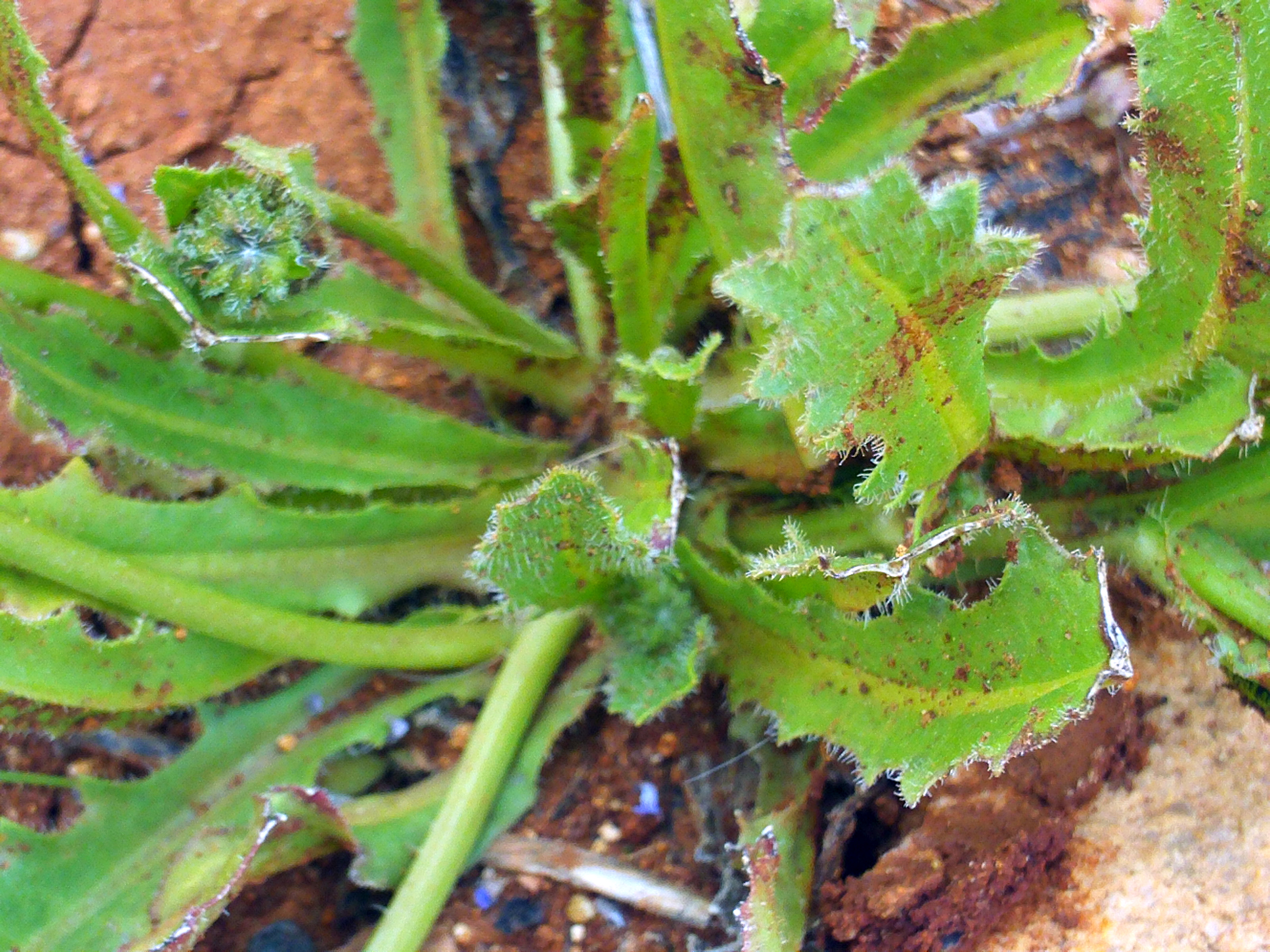
Le foglie
Hedypnois rhagadioloides

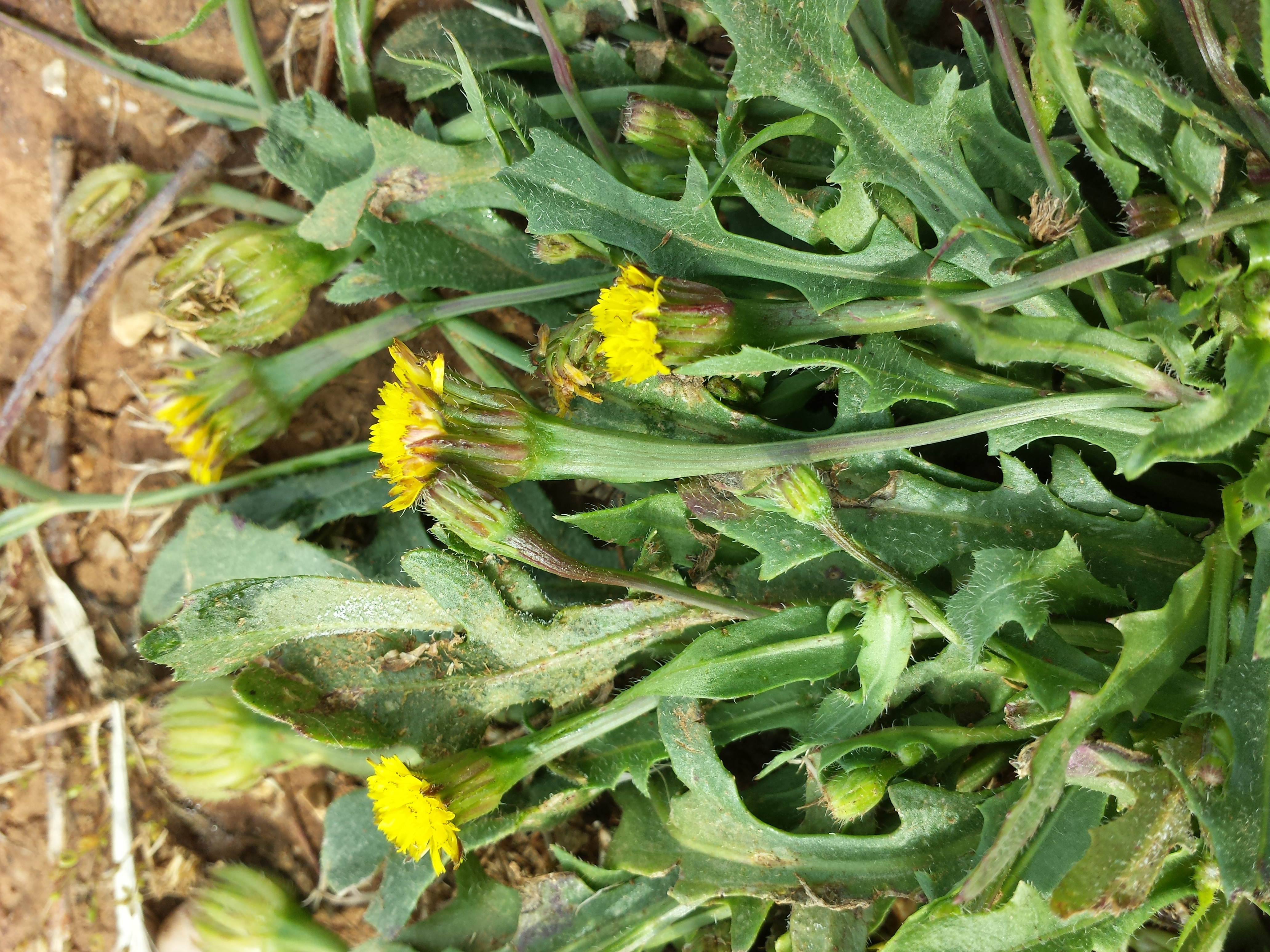
Infiorescenza
Hedypnois rhagadioloides

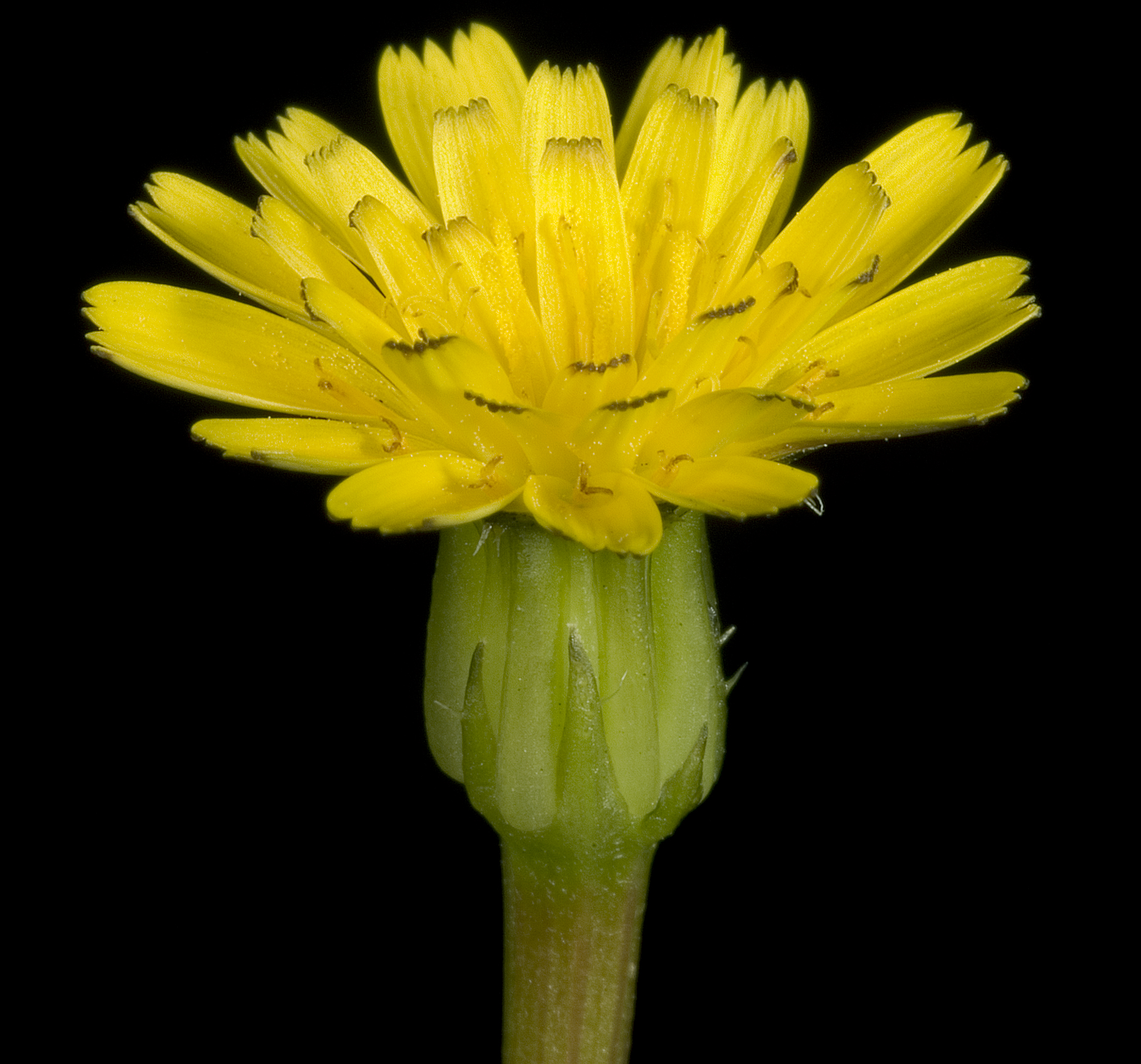
I fiori
Hedypnois rhagadioloides

Habitus. La forma biologica prevalente per le specie di questo genere è terofita scaposa (T scap), ossia sono piante erbacee che differiscono dalle altre forme biologiche poiché, essendo annuali, superano la stagione avversa sotto forma di seme, sono inoltre munite di asse fiorale eretto e spesso privo di foglie. Tutte le specie del gruppo sono provviste di latice.
Radici. Le radici in genere sono di tipo fittonante.
Fusto. La parte aerea del fusto è eretta o prostrata. In alcune specie la parte del fusto sotto il capolino dopo l'antesi s'ingrossa a clava. L'altezza di queste piante non supera i 60 cm.
Foglie. Le foglie sono concentrate alla base (rosette radicali) ed hanno una lamina a forma lineare-spatolata con bordi dentellati (i dentelli verso l'apice sono ottusi). Possono essere sia picciolate che sessili. La superficie può essere ricoperta da sparse setole lucide o da peli ispidi e irsuti.
Infiorescenza. Le infiorescenze sono composte da singoli capolini terminali su peduncoli oppure più capolini raggruppati in formazioni corimbose. I capolini sono formati da un involucro a forma cilindrica (all'antesi diventa subsferico) composto da diverse brattee (o squame) disposte su due serie all'interno delle quali un ricettacolo fa da base ai fiori tutti ligulati. Possono essere presenti alcune brattee esterne all'involucro a forma deltata o lanceolata. Le squame dell'involucro si dividono in esterne ed interne; quelle esterne hanno delle forme triangolari; quelle interne sono più lineari spesso arrossate all'apice; la faccia abassiale delle squame può essere glabra oppure scabrosa per peli ispidi. Il ricettacolo è piatto e "nudo", ossia privo di pagliette a protezione della base dei fiori.
Fiori. I fiori, tutti ligulati, sono tetra-ciclici (ossia sono presenti 4 verticilli: calice – corolla – androceo – gineceo) e pentameri (ogni verticillo ha in genere 5 elementi). I fiori sono ermafroditi, fertili e zigomorfi.
- Formula fiorale:

*/x K {\displaystyle \infty }, [C (5), A (5)], G 2 (infero), achenio
- Calice: i sepali del calice sono ridotti ad una coroncina di squame.
- Corolla: le corolle sono formate da un tubo ed una ligula terminante con 5 denti; il colore è giallo.
- Androceo: gli stami sono 5 con filamenti liberi e distinti, mentre le antere sono saldate in un manicotto (o tubo) circondante lo stilo.[15] Le antere alla base sono acute. Il polline è tricolporato.[16]
- Gineceo: lo stilo è filiforme. Gli stigmi dello stilo sono due divergenti e ricurvi con la superficie stigmatica posizionata internamente (vicino alla base).[17] L'ovario è infero uniloculare formato da 2 carpelli.

Frutti. I frutti sono degli acheni con pappo. Gli acheni sono subcilindrici, curvi e scabri; la superficie è percorsa da diverse coste longitudinali. Gli acheni, di colore marrone scuro (quasi nero), sono dimorfici: quelli più periferici hanno un pappo a forma di coroncina; quelli più interni hanno un pappo formato da squame lesiniformi. Inoltre gli acheni mediani e centrali sono alati (quelli esterni sono persistenti, parzialmente o completamente racchiusi nell'involucro persistente). Il pappo può essere formato da spessi peli disposti su una o due serie; oppure da setole piumose; oppure (meno spesso) simile ad una coroncina.

## Biologia
- Impollinazione: l'impollinazione avviene tramite insetti (impollinazione entomogama tramite farfalle diurne e notturne).
- Riproduzione: la fecondazione avviene fondamentalmente tramite l'impollinazione dei fiori (vedi sopra).
- Dispersione: i semi (gli acheni) cadendo a terra sono successivamente dispersi soprattutto da insetti tipo formiche (disseminazione mirmecoria). In questo tipo di piante avviene anche un altro tipo di dispersione: zoocoria. Infatti gli uncini delle brattee dell'involucro si agganciano ai peli degli animali di passaggio disperdendo così anche su lunghe distanze i semi della pianta.

## Distribuzione e habitat
La distribuzione delle specie di questo genere è prevalentemente europea con una espansione verso l'Iran e le coste mediterranee dell'Africa; negli Stati Uniti, America del Sud e Australia sono presenti alcune specie ma sono da considerare naturalizzate. Le specie di Hedypnois sono adatte ad un habitat temperato mediterraneo con climi secchi.

## Tassonomia
La famiglia di appartenenza di questa voce (Asteraceae o Compositae, nomen conservandum) probabilmente originaria del Sud America, è la più numerosa del mondo vegetale, comprende oltre 23.000 specie distribuite su 1.535 generi, oppure 22.750 specie e 1.530 generi secondo altre fonti (una delle checklist più aggiornata elenca fino a 1.679 generi). La famiglia attualmente (2021) è divisa in 16 sottofamiglie.
Il genere Hedypnois è composto da poche specie una delle quali è presente nella flora spontanea italiana.

### Filogenesi
Il genere di questa voce appartiene alla sottotribù Hypochaeridinae della tribù Cichorieae (unica tribù della sottofamiglia Cichorioideae). In base ai dati filogenetici la sottofamiglia Cichorioideae è il terz'ultimo gruppo che si è separato dal nucleo delle Asteraceae (gli ultimi due sono Corymbioideae e Asteroideae). La sottotribù Hypochaeridinae fa parte del "quarto" clade della tribù; in questo clade è posizionata nel "core" del gruppo , vicina alle sottotribù Crepidinae e Chondrillinae.
I seguenti caratteri sono distintivi per la sottotribù:
- l'indumento delle piante è formato da peli grossolani;
- le setole del pappo hanno delle sporgenze laterali rigide costituite da un'unica cellula tubolare gigante.

Il nucleo della sottotribù Hypochaeridinae è l'alleanza Hypochaeris-Leontodon/Picris e formano (insieme ad altri generi minori) un "gruppo fratello". Rispetto a precedenti raggruppamenti delle Hypochaeridinae, diversi generi sono stati esclusi dalla circoscrizione rivista sulla base di recenti analisi filogenetiche molecolari. Il gruppo attualmente si presenta monofiletico (a parte l'enigmatica Prenanthes purpurea attualmente descritta nelle Lactucinae). Il genere di questa voce, nell'ambito della sottostribù occupa una posizione vicina la "core" (profondamente nidificato) ed è "fratello" del genere Leontodon.  È l'unico genere della sottotribù privo di pappo piumato; questo indica un'inversione nell'evoluzione dal pappo piumato a uno scabro o squamoso. Recenti indagini filogenetiche indicano che le specie di Hedypnois sono pressoché indistinguibili dal genere Leontodon.
I caratteri distintivi per le specie di questo genere sono:
- il portamento delle piante è erbaceo annuale;
- la corolla dei fiori è sempre gialla;
- gli acheni esterni sono persistenti, parzialmente o completamente racchiusi nell'involucro persistente;
- il pappo degli acheni centrali è formato da setole pinnulate, quegli periferici hanno un pappo simile ad una coroncina.

Il numero cromosomico delle specie di questo genere è:  2n = 6, 8, 10, 12, 14, 16 e 18 (quest'ultimo valore è quello più frequente). Sono presenti specie diploidi e tetraploidi. Le specie disploidi sono probabilmente fissate per agamospermia.

### Elenco delle specie
Questo genere ha 4 specie:
- Hedypnois arenaria (Schousb.) DC., 1838
- Hedypnois arenicola Sennen & Mauricio, 1936
- Hedypnois caspica Hornem.
- Hedypnois rhagadioloides (L.) F.W.Schmidt, 1795

Nota: la specie Hedypnois cretica (L.) Willd., 1803 presente in alcune checklist è considerata un sinonimo di  Hedypnois rhagadioloides.

### Specie della flora italiana
Elenco delle specie presenti nella flora spontanea italiana:
- Hedypnois rhagadioloides (L.) F.W.Schmidt - Radicchio pallottolino: l'altezza della pianta varia da 3 a 35 cm; il ciclo biologico è anno; la forma biologica è terofita scaposa (T scap); il tipo corologico è Steno-Mediterraneo; l'habitat tipico sono gli incolti, le garighe e i pascoli aridi; in Italia è distribuita soprattutto al centro e al sud fino ad una altitudine di 1.000 m s.l.m..

### Specie della zona alpina
La specie Hedypnois rhagadioloides è presente sull'arco alpino. La tabella seguente mette in evidenza alcuni dati relativi all'habitat, al substrato e alla distribuzione delle specie alpine.
| Specie | Comunità vegetali | Piani vegetazionali | Substrato | pH     | Livello trofico | H2O   | Ambiente    | Zona alpina |
| --- | ----------------- | ------------------- | --------- | ------ | --------------- | ----- | ----------- | ----------- |
| Hedypnois rhagadioloides | 4                 | collinare           | Ca - Si   | basico | medio           | arido | B1 B2 F2 G3 | SV          |
| Legenda e note alla tabella. Substrato: con “Ca/Si” si intendono rocce di carattere intermedio (calcari silicei e simili). Zona alpina: vengono prese in considerazione solo le zone alpine del territorio italiano (sono indicate le sigle delle province). Comunità vegetali: 4 = comunità pioniere a terofite e succulente Ambienti: B1 = campi, colture e incolti; B2 = ambienti ruderali, scarpate; F2 = praterie rase, prati e pascoli dal piano collinare al subalpino; G3 = macchie basse. |                   |                     |           |        |                 |       |             |             |